# Eastar Jet
Eastar Jet (koreanisch 이스타항공) ist eine südkoreanische Billigfluggesellschaft mit Sitz in Seoul und Basis auf dem Flughafen Gimpo.

## Geschichte
Eastar Jet wurde 2007 gegründet und nahm 2008 den Flugbetrieb auf. Eastar Jet ist Mitglied in der U-FLY Alliance.
Die Firma erhielt im Februar 2021 im Rahmen eines Insolvenzverfahrens Gläubigerschutz. Der Gründer und Vorstandsvorsitzende Lee Sang-jik, Parlamentsabgeordneter, der bis September 2020 Mitglied der wirtschaftsfreundlichen Demokratischen Partei war, wurde Ende April 2021 u. a. wegen Unterschlagung, gemeinsam mit einem Neffen, verhaftet.

## Flugziele
Eastar Jet bedient von Seoul aus diverse Inlandsrouten sowie einige internationale Ziele in Ostasien.

## Flotte

### Aktuelle Flotte

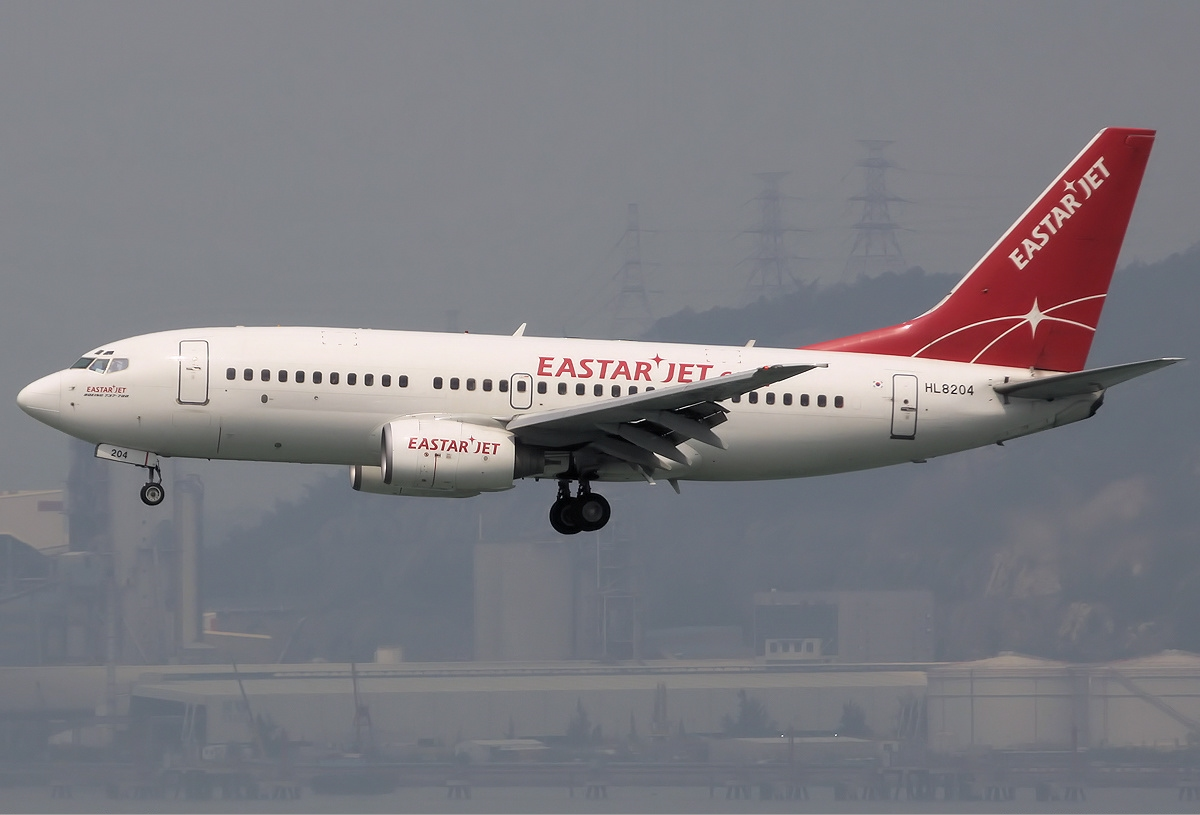
Ehemalige Boeing 737-700 der Eastar Jet

Mit Stand Mai 2025 besteht die Flotte der Eastar Jet aus 15 Flugzeugen mit einem Durchschnittsalter von 10,6 Jahren:
| Flugzeugtyp      | Anzahl | bestellt | Anmerkungen               | Sitzplätze | Durchschnittsalter |
| ---------------- | ------ | -------- | ------------------------- | ---------- | ------------------ |
| Boeing 737-800   | 10     |          | mit Winglets ausgestattet | 189 186    | 13,0 Jahre         |
| Boeing 737 MAX 8 | 05     |          |                           | 189        | 05,9 Jahre         |
| Gesamt           | 15     | -        |                           |            | 10,6 Jahre         |

### Ehemalige Flugzeugtypen
| Flugzeugtyp      | Anzahl | von  | bis  |
| ---------------- | ------ | ---- | ---- |
| Boeing 737-600   | 1      | 2008 | 2013 |
| Boeing 737-700   | 6      | 2009 | 2018 |
| Boeing 737-900ER | 2      | 2017 | 2020 |